# Порокара, Рони
Ро́ни По́рокара (фин. Roni Porokara; род. 12 декабря 1983, Хельсинки, Финляндия) — финский футболист, выступавший на позиции нападающего.

## Клубная карьера
15 мая 2003 года в возрасте 19 лет Рони Порокара дебютировал за «Хямеенлинну» в матче чемпионата против КуПС. За два года с «Хямеенлинной» он сыграл 46 матчей и забил шесть голов. В 2005 году он присоединился к «Хонке» и играл там до конца 2007 года, провёл 76 матчей и забил 24 гола.
В 2008 году Порокара перешёл в клуб высшего дивизиона Швеции «Эребру», где оставался до конца 2010 года, сыграл 84 матча и забил 11 голов.
В конце сезона 2009 года после года в «Эребру» Порокара вступил в переговоры с израильскими клубами, «Маккаби Хайфа» и «Маккаби Тель-Авив». Порокара вызвал интерес у «Маккаби Хайфа» благодаря своему праву получить израильское гражданство по закону о возвращении. В январе 2010 года он должен был перейти в «Маккаби» за $ 700000, но сделка сорвалась.
В августе 2010 года Порокара привлёк интерес ряда клубов из Европы. Среди них были «Уиган Атлетик» из Премьер-лиги, «Чезена» из Серии А и несколько клубов из Германии, Бельгии и Швейцарии. После того, как «Эребру» занял третье место в 2010 году, Порокара заявил, что не будет продлевать свой контракт с клубом.
3 декабря 2010 года он подписал контракт с «Беерсхотом», где оставался до лета 2012 года, прежде чем перейти в израильский «Хапоэль Кирьят-Шмона». В апреле 2013 года Порокара вернулся в «Хонку».

## Международная карьера
13 апреля 2005 года Порокара сыграл свой единственный матч за молодёжную сборную Финляндии против Эстонии. Его дебют за основную сборную состоялся год спустя, 25 мая 2006 года в товарищеском матче против Швеции. Порокара вышел на замену под конец матча и сыграл лишь минуту. Таким образом он стал первым евреем в сборной Финляндии с 1949 года. 11 августа 2010 года Порокара забил победный гол в товарищеском матче против Бельгии.

## Достижения
- Чемпион второй футбольной лиги Финляндии: 2005 (Хонка)
- Бронзовый призёр чемпионата Швеции: 2010 (Эребру)